# PalaTrieste
 (avril 2025).
Si vous disposez d'ouvrages ou d'articles de référence ou si vous connaissez des sites web de qualité traitant du thème abordé ici, merci de compléter l'article en donnant les références utiles à sa vérifiabilité et en les liant à la section « Notes et références ».
Le PalaTrieste est un palais omnisports de la ville de Trieste, en Italie. Stade hôte de l'équipe de basket-ball Pallacanestro Trieste, il accueille parfois des compétitions nationales ou internationales, par exemple les championnats d'Europe de karaté juniors et cadets 2008 organisés par la Fédération européenne de karaté en février 2008. D'une capacité de 6 943 personnes, il a été inauguré en novembre 1999.

## Événements
- Championnats d'Europe de karaté juniors et cadets 2008
- Championnat du monde de volley-ball masculin 2010

## Galerie

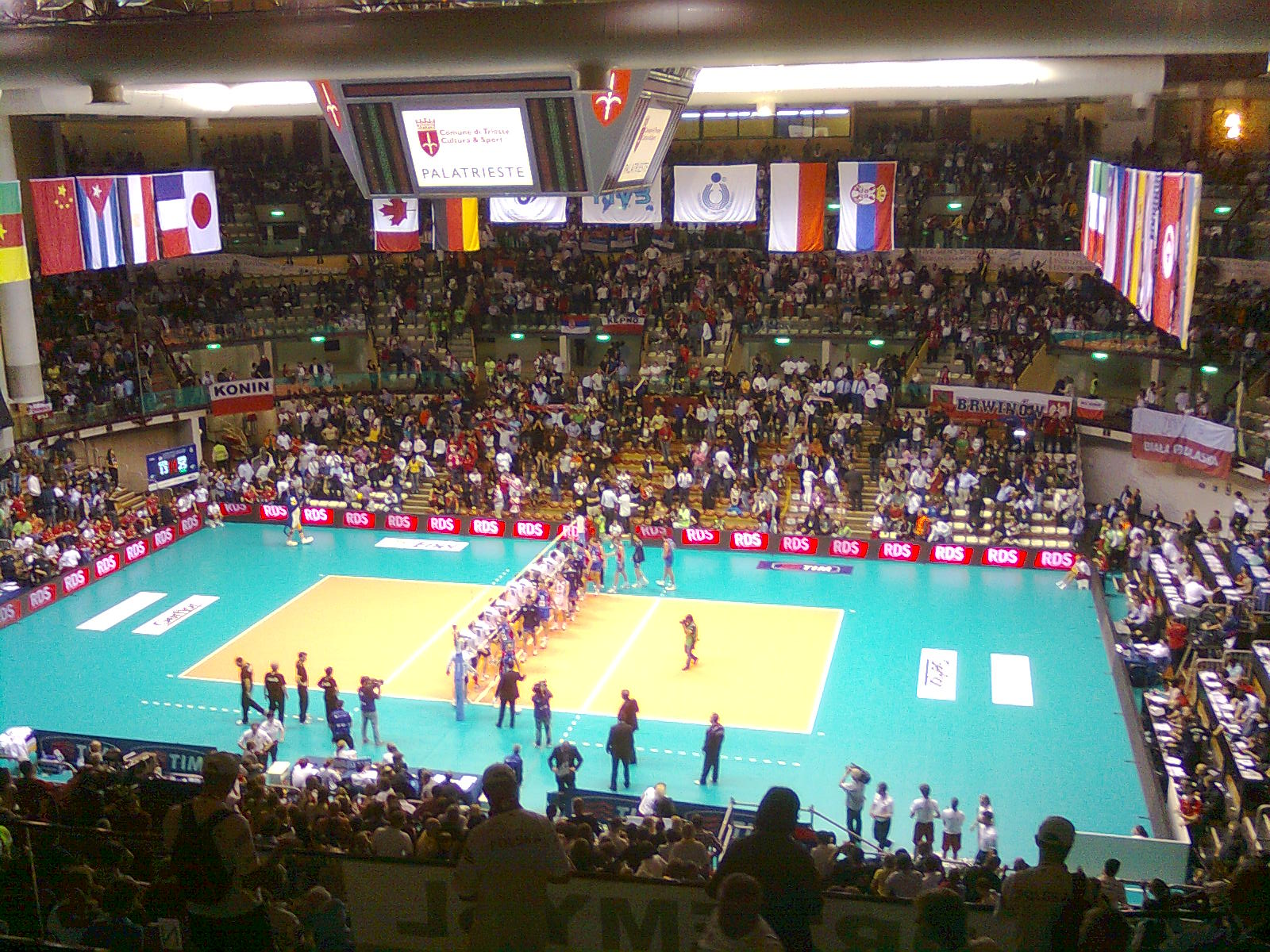